# Панкратов Олександр Костянтинович
Олександр Костянтинович Панкратов (нар.10 березня 1917 — пом.24 серпня 1941) — Герой Радянського Союзу, політрук роти 125-го танкового полку 28-ї танкової дивізії Північно-Західного фронту, молодший політрук, перший з радянських бійців здійснив подвиг, який згодом, із ідеологічних причин, став називатися «подвигом Олександра Матросова».

## Біографія
Народився селі Абакшино Вологодського району Вологодської області Росія, в сім'ї селянина. В армії з 1938 року. У 1940 році закінчив Смоленське військово-політичне училище. Учасник німецько-радянської війни з червня 1941 року. Бойове хрещення прийняв під Шяуляєм з 23 червня 1941 року. У боях по обороні Новгорода в серпні 1941 року воював у складі 28-ї танкової дивізії під командуванням полковника Івана Черняховського.
Політрук роти 125-го танкового полку (28-а танкова дивізія, Північно-Західний фронт) молодший політрук Олександр Панкратов при штурмі 24 серпня 1941 Кирилівського монастиря, біля села Спас-Нередице, під Новгородом своїм тілом закрив згубний вогонь ворожого кулемета, давши можливість бійцям увірватися в розташування противника і знищити його спостережний пункт, який коректував вогонь ворожої батареї.
Подвиг такого роду став першим в історії Другої світової війни. Радянська пропаганда незаслужено замовчувала про нього довгі роки і вважалося, що першим героєм, який вчинив подібну самопожертву, став 27 лютого 1943 року Олександр Матросов. За різними даними аналогічний подвиг у війну вчинили від 200 до 400 чоловік (з них 58 — до Олександра Матросова), і тільки 134 з них удостоєні звання Героя Радянського Союзу.
Указом Президії Верховної Ради СРСР від 16 березня 1942 року за зразкове виконання бойових завдань і виявлену при цьому мужність і героїзм молодшому політруку Панкратову Олександру Костянтиновичу посмертно присвоєно звання Героя Радянського Союзу.

## Нагороди
Олександр Костянтинович був нагороджений медаллю «Золота Зірка» і орденом Леніна.

## Пам'ять
Обеліск Герою і меморіальна дошка встановлені у Великому Новгороді. Школа у Вологді, теплохід, вулиці у Вологді і Великому Новгороді носять ім'я Олександра Панкратова.